# Swiss Post

Logotipo del Swiss Post entre los años 1998 y 2023.

El Correo Suizo o Swiss Post (en francés: La Poste suisse, en italiano: La Posta Svizzera, en alemán: Die Schweizerische Post, en romanche: La Posta Svizra) es el servicio nacional postal de Suiza.
El Swiss Post es una empresa pública propiedad de la Confederación Suiza y es el segundo empleador más grande del dicho país con cerca de 54000 empleados. La compañía tiene su sede central en Berna   y cuenta con 25 sucursales en el exterior. Roberto Cirillo es su director general desde abril de 2019.
En 2021, el Swiss Post fue clasificado por quinta vez consecutiva como el mejor servicio de correos del mundo por la Unión Postal Universal.
En diciembre de 2022, se anuncia que el Swiss Post adquiere la empresa de embalaje sostenible Kickbag GmbH, con sede en St. Gallen.

## Estructura
Varias empresas del grupo son subsidiarias del grupo Swiss Post AG, entre ellas: 
- Post CH: Operaciones logísticas de correo y de paquetes
- PostFinance: Operaciones del mercado financiero minorista
- PostBus: Operaciones de mercado de pasajeros
- Post CH Communication: Operaciones del mercado de comunicaciones digitales
- Post CH Network: Operaciones de las oficinas de correos y de los puntos de acceso Access Points.

### Administración ejecutiva
- 1998 - 2000: Reto Braun
- 2000 - 2009: Ulrich Gygi
- 1 de abril de 2009 - 13 de diciembre de 2009: Michel Kunz
- 14 de diciembre de 2009 - 31 de agosto de 2012: Jürg Bucher
- 1 de septiembre de 2012 - 8 de junio de 2018: Susanne Ruoff
- 9 de junio de 2018 - 31 de marzo de 2019: Ulrich Hurni, ad interim
- 1 de abril de 2019 - actualidad: Roberto Cirillo

## Historia

### Primeros servicios postales
Antes del establecimiento de un servicio postal único en Suiza en el  año 1848, los servicios de correo eran realizados por variados mensajeros, carteros y servicios postales independientes como lo fueron el correo Thurn und Taxis post en Schaffhausen y Fischerpost en Berna.

### En la República Helvética (1798-1803)
Luego de que el ejército francés se quejara ante el gobierno de la recién creada República Helvética sobre los diferentes uniformes de los servicios postales, el Senado suizo aprobó la decisión en septiembre de 1798 para formar un servicio postal unido.
En 1799, Suiza se dividió en cinco zonas postales, con centros establecidos en Basilea, Zúrich, San Galo, Schaffhausen y Berna, pero el gobierno suizo no pudo nacionalizar los servicios postales independientes que ya funcionaban y que ya estaban establecidos.
En 1803, la operación de los servicios postales suizos volvió a ser administrado por los cantones.

### Bajo administración cantonal (1803-1848)
Entre 1803 y 1848 los servicios postales eran administrados por cada cantón.
El cantón de Zúrich era un importante proveedor de servicios postales, dado que también operaba los servicios postales de los cantones de Turgovia y Zug y sus vagones podían transitar por el importante cantón de Uri con su Paso de San Gotardo. 
A partir de 1823, los servicios postales del cantón de Zúrich operaron por carruaje entre Zúrich vía Rapperswil y Chur  y a partir de 1826 el carruaje estuvo en servicio diariamente. 
En 1829 se estableció un servicio diario entre Basilea y Zúrich.  En 1835 el servicio se amplió a Berna y tres años más tarde la línea llegó a Friburgo, Lausana y Ginebra. 
En 1835 se operó el primer barco de vapor en el lago de Zúrich y en 1847 entró en servicio el primer ferrocarril de Suiza entre Zúrich y Baden. 
En 1843, el correo cantonal de Zúrich emitió el primer sello postal en Suiza, por lo que el cartero quedó relevado de la tarea de recoger el dinero directamente de los clientes.
En el cantón de Berna, el Fischerpost era el proveedor oficial de servicios postales y también operaba la línea que cruzaba el paso de San Gotardo hasta Italia y  era el servicio postal oficial en los cantones de Solothurn, Friburgo y Ginebra .  Su posición era  dominante en el servicio postal y aún más, luego de que Emanuel Friedrich von Fischer, de la familia Fischer fuera elegido presidente de la República Bernesa. La dinastía Fischer terminó en 1832, cuando el nuevo gobierno liberal de Berna los expropiase.
Lucerna era el único cantón que quería mantener el correo bajo una administración nacional,y tuvo que resistir a la familia Fischer, la cual intentó obtener los derechos postales del cantón en 1809 y nuevamente en 1814.
Lucerna amplió su propio servicio hacia el sur, en el Tesino y sus mensajeros obtuvieron derechos de tránsito a través de los cantones de Schwyz y Uri. Desde Lucerna partían vagones hacia San Galo Olten y Basilea.
En 1839 comenzó a prestar sus servicios el primer barco de vapor en el lago de Lucerna. 
Uri alquiló los derechos de tránsito a los servicios postales de Zúrich. La condición era que los empleados debían ser del cantón de Uri. En 1828, Uri cedió el derecho de tránsito a los servicios postales de Lucerna. Desde Altdorf, en Uri, un carruaje cruzaba diariamente el San Gotardo y llegaba a Milán, en Italia.
El pequeño cantón de Glarus subcontrató sus servicios postales a dos empresarios hasta 1832, año en que comenzó a gestionar el correo a través de una administración cantonal.
La ubicación de Basilea en la frontera norte de Suiza convirtió a la ciudad en un destacado centro de intercambio postal internacional. En 1839 Basilea ordenó que se instalaran buzones de correo accesibles al público en las principales plazas de la ciudad. Después de la inauguración en 1844 de la línea ferroviaria entre Basilea y Estrasburgo, Francia, también se transportaba el correo postal entre ambas ciudades. 

## Correo Nacional Suizo

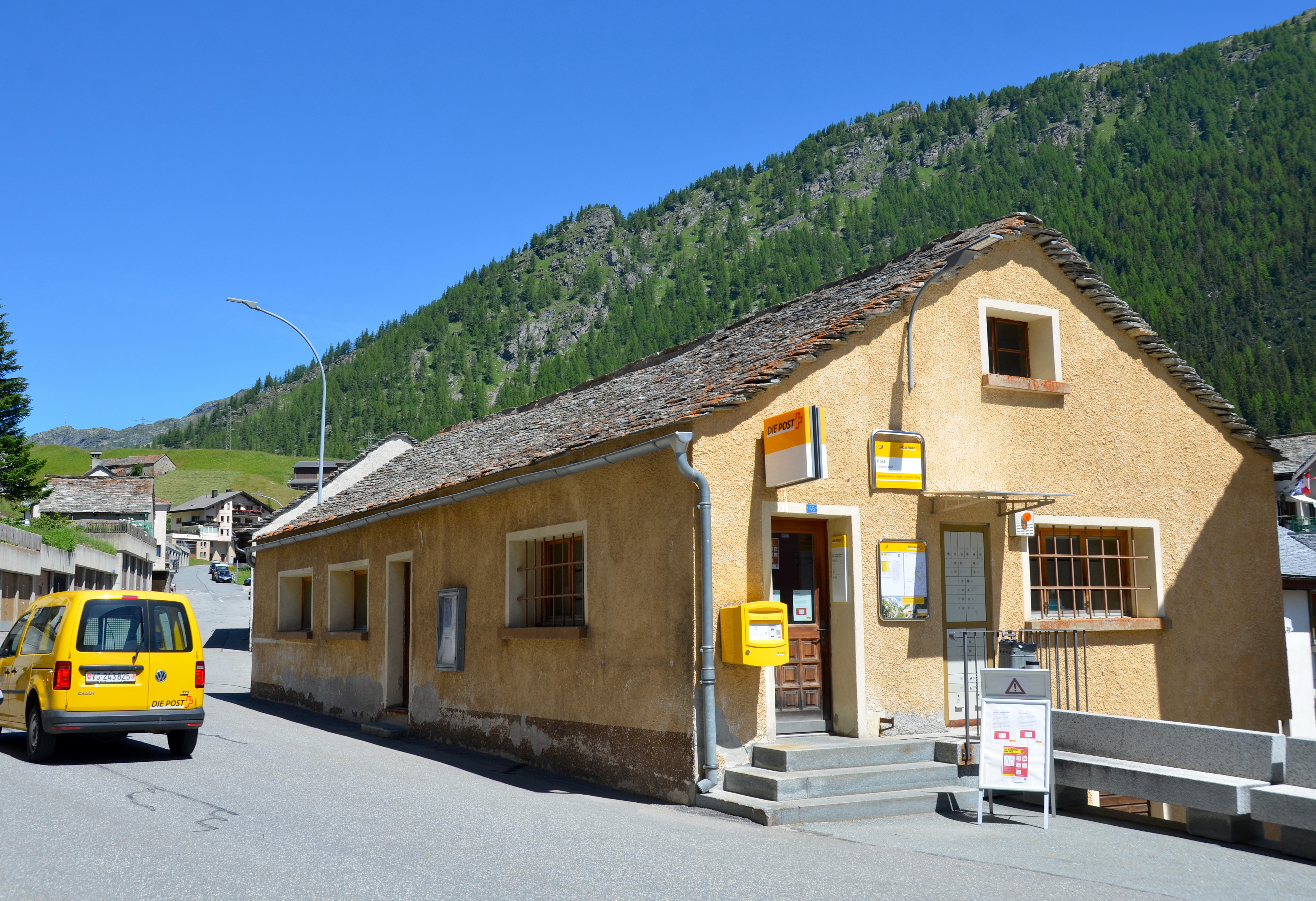
Oficina de correos 3907 en Simplon, Valais

En el año 1848 los servicios postales fueron regulados por la nueva constitución que exigía una administración centralizada.
El 1 de enero de 1849  el Correo Nacional Suizo se hizo cargo de los catorce servicios postales cantonales. A partir de octubre de 1849, las tarifas postales para cartas y paquetes fueron las mismas en toda Suiza.
En 1850 se emitieron los primeros sellos válidos en toda Suiza. Ese mismo año, el tiempo de entrega entre Basilea, en el norte de Suiza, y Milán, en Italia, se limitó a cincuenta horas. Desde Basilea, el correo se transportaba a Lucerna, desde donde se enviaba por el lago de Lucerna hasta Flüelen en Uri, desde donde se transportaba en carruaje por el San Gotardo hasta Bellinzona y Camerlata, desde donde se cargaba en un tren hasta Milán.
Después de cuatro años de litigio ante un tribunal de Frankfurt, el Duque de Thurn und Taxis cedió los derechos postales de Schaffhausen a Suiza a cambio de 150.000 francos suizos en 1853.
En 1874, Suiza organizó en Berna el congreso fundacional de la Unión Postal Universal, de la que también pasó a ser miembro.
A partir de 1878, las oficinas de correos suizas en barcos de vapor y ferrocarriles se encargaban de recibir, entregar y clasificar el correo. También estaban en servicio burros, mulas  e incluso un perro para poder repartir el correo.
En 1964, Suiza anunció el establecimiento de códigos postales según los cuales se debía clasificar el correo, siendo el tercer país en hacerlo, después de Estados Unidos y Alemania . 

### Volumen de correo
En 1850, el correo enviaba 16 millones de cartas, lo equivalente a 7 cartas por persona.En 1910 entregaba 15 y en 1950, 82 cartas por persona.
En 1870, los centros urbanos eran responsables de aproximadamente el 25% de las cartas enviadas, mientras que sólo representaban el 9% de la población.
En 1950, el Correo entregó 900 millones de cartas, de las cuales alrededor del 8% tenían como destino fuera de Suiza.
En 1963, el volumen del correo aumentó a 2.500 millones de cartas.
En 2020, Swiss Post gestionó entre 600.000 y 900.000 paquetes cada día.

### Bienes raíces
El número de oficinas de correos aumentó de 1502 en 1849 a más de 4000 en 1914.
El volumen de correo entregado por los servicios postales suizos aumentó considerablemente y entre 1887 y 1915 se construyeron los llamados "palacios postales" en varias ciudades más grandes. El primero tuvo lugar en Basilea, luego siguieron otros en Zúrich, Berna, Ginebra y Olten.
En 1985, el Correo Suizo poseía alrededor de 1.300 edificios y alquilaba más de 4.100.

### Carruajes y trineos
En 1849, el Correo Suizo utilizaba casi 500 vagones, 250 trineos, 500 carruajes y 250 trineos tirados por caballos. En 1913, el correo llegó a usar más de 2000 carruajes y 1000 trineos en sus servicios.

### Transporte de pasajeros
Después de su fundación, el Correo Suizo obtuvo casi la mitad de sus ingresos por el transporte de pasajeros, que también circulaban por la noche en las populares líneas rápidas.
Después de la década de 1860, el transporte de pasajeros fue asumido cada vez más por servicios ferroviarios establecidos a lo largo de la misma ruta y en los vagones más rentables.

### Ferrocarriles

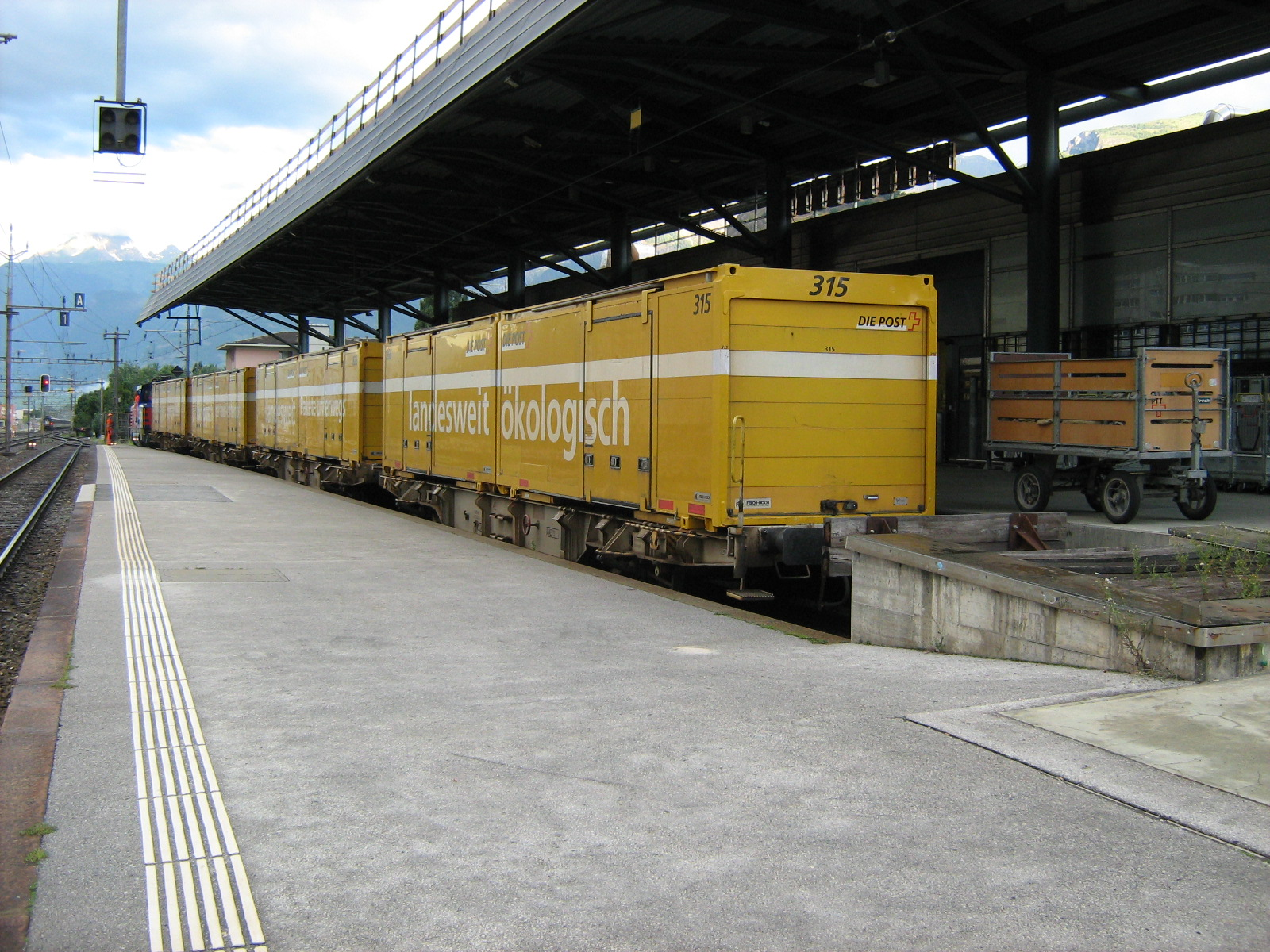
Vagones postales en la instalación de clasificación postal de Sion, Suiza. El correo regional entre ciudades se transporta por ferrocarril y se entrega vía autobuses postales, furgonetas y/o bicicletas a nivel local.

A partir de 1844, el servicio repartía correo entre Basilea y Estrasburgo en Francia y después de 1847 también entre Zúrich y Baden.
En 1857 entraron en servicio los vagones de correos de los Ferrocarriles de Suiza. Dentro los vagones del tren se clasificaba el correo.
En 1866, el Correo Suizo decidió comprar sus propios vagones de correos    y en años posteriores se adquirieron vagones de tres y cuatro ejes .   Los vagones de 4 ejes estaban equipados con compartimentos en los que se clasificaba el correo  y en 1965 ya estaban en servicio más de 60 líneas de trenes postales.
En 1964 se establecieron los Códigos Postales de Suiza y a partir de entonces el correo se clasificó más en centros específicos.  En 1986, el Correo Suizo contaba con 600 vagones de correos. 

### Correo aéreo
El primer correo aéreo se entregó principalmente como una demostración a principios de la década de 1910.
En enero de 1919 se creó un servicio regular de correo aéreo militar, que en abril de 1919 se amplió también al correo civil. Pero el servicio no resultó lo suficientemente rentable y se suspendió en octubre del mismo año.
A pesar de las dificultades iniciales, el correo aéreo se convirtió en un éxito y el Correo Suizo pronto amplió el servicio primero a Alemania y luego a Europa, aunque siguió dependiendo de los servicios de compañías aéreas extranjeras.
Antes de los años 1930, el correo aéreo suizo llegaba a África y Asia. El mismo año, los hidroaviones que volaban desde el océano Atlántico aterrizaban en América del Sur y del Norte.
A partir de 1931, la recién fundada Swissair facilitó la creación de una densa red europea de entregas de correo aéreo.
Durante la Segunda Guerra Mundial, los servicios disminuyeron hasta que se detuvieron completamente en 1944, pero el Correo Suizo mantuvo un intercambio postal con Londres y Nueva York con hidroaviones en el Atlántico, en la costa portuguesa.
En 1946, la aerolínea estadounidense Trans World Airlines abrió una ruta a Ginebra y el Correo Suizo tuvo su primera conexión directa con el continente americano.
Posteriormente, en otros aeropuertos suizos, como Zúrich y Basilea, también se recibió y envió correo aéreo internacional. En 1985, el Correo Suizo utilizaba los servicios de muchas compañías aéreas internacionales, además de los de Swissair.

### Peculiaridades
Hasta la década de 1850, alrededor del 25% de las oficinas de correos estaban en tabernas, pero pronto el Correo Suizo lo prohibió, ya que la proximidad del vino y las oficinas de correos generaba problemas.
En los años 50, un perro de San Bernardo tiraba del carro del correo en Adelboden.

## Literatura
- Wyss, Arthur (1987). Die Post in der Schweiz (en alemán). Hallwag. ISBN 3444103352.
- Bazak, Heike; Knobel, Walter; Abbühl, Jürg (2011). Gelb bewegt: die Schweizerische Post ab 1960 (en alemán). Suiza: Stämpfli Verlag AG, Bern. p. 270. ISBN 978-3-7272-1217-8. Archivado desde el original el 22 de febrero de 2024. Consultado el 22 de febrero de 2024.